# Dilemmi Logici - La vita e l'opera di Kurt Gödel
Dilemmi Logici: La vita e l'opera di Kurt Gödel è un libro che descrive la vita e l'opera del matematico austriaco Kurt Gödel. L'autore del libro è uno dei maggiori esperti di Gödel, ed il libro affronta con dovizia di particolari la vita e tutte le opere di Gödel.
Il libro inizia fornendo un'inquadratura storica della famiglia Gödel e dell'Austria di inizio novecento. Il libro descrive con accuratezza e precisione le varie fasi della vita di Gödel. Ogni volta che viene citato un lavoro, l'autore indica tra parentesi un riferimento nella bibliografia in modo da poter individuare il lavoro tra le migliaia di scritti di Gödel. Il libro continua descrivendo il percorso scolastico di Gödel e gli anni dell'università a Vienna, anni in cui Gödel sviluppò le sue più importanti scoperte nel campo della logica matematica. Nel libro la descrizione dei lavori di Gödel e del periodo storico si fondono in modo da fornire al lettore una chiara visione del contesto storico in cui viveva. Il libro continua con il periodo della guerra e con la fuga di Gödel e di sua moglie in America. Il libro descrive poi i vecchi e nuovi colleghi che Gödel incontra in America, e nel contempo delinea il mutamento di interesse di Gödel che si sposta parzialmente dalla matematica verso la fisica e la filosofia. Il libro termina con la morte di Gödel.
Il libro infine cerca di descrivere al meglio la personalità di Gödel; non effettua nessun tipo di censura sulla malattia mentale che lo afflisse, ed anzi cerca di ricostruirne la nascita e la progressiva degenerazione. Nel libro vengono descritti ampiamente anche tutti i suoi principali amici, parenti e colleghi, e viene indicato come questi interagissero con il matematico nel campo lavorativo e affettivo.
L'autore è uno degli addetti alla catalogazione e conservazione degli scritti di Gödel, e ha provveduto personalmente a curare la pubblicazione della raccolta delle sue opere. La dedizione dell'autore nel realizzare un'opera così accurata si nota chiaramente: spesso cita anche i vari libri presi a prestito da Gödel dalle biblioteche per indicare gli argomenti che in uno specifico periodo lo interessavano. Questo libro al momento è probabilmente l'opera in italiano più completa esistente su Gödel, e questa è allo stesso tempo la sua forza e il suo limite. Infatti per un lettore medio il libro potrebbe essere troppo prolisso e particolareggiato; inoltre l'autore per spiegare i vari lavori di Gödel ha utilizzato il linguaggio della matematica moderna, e quindi la comprensione dell'opera richiede una conoscenza di livello universitario.

## Edizioni
- John W. Dawson jr, Dilemmi Logici: La vita e l'opera di Kurt Gödel, traduzione di Paolo Pagli, Bollati Boringhieri, 2001,  p. 365, ISBN 88-339-1353-8.